# Große Königslibelle
Die Große Königslibelle (Anax imperator) ist eine Libellenart aus der Familie der Edellibellen (Aeshnidae), die der Unterordnung der Großlibellen (Anisoptera) angehören. Es handelt sich um eine der größten in Mitteleuropa beheimateten Libellen.

## Merkmale

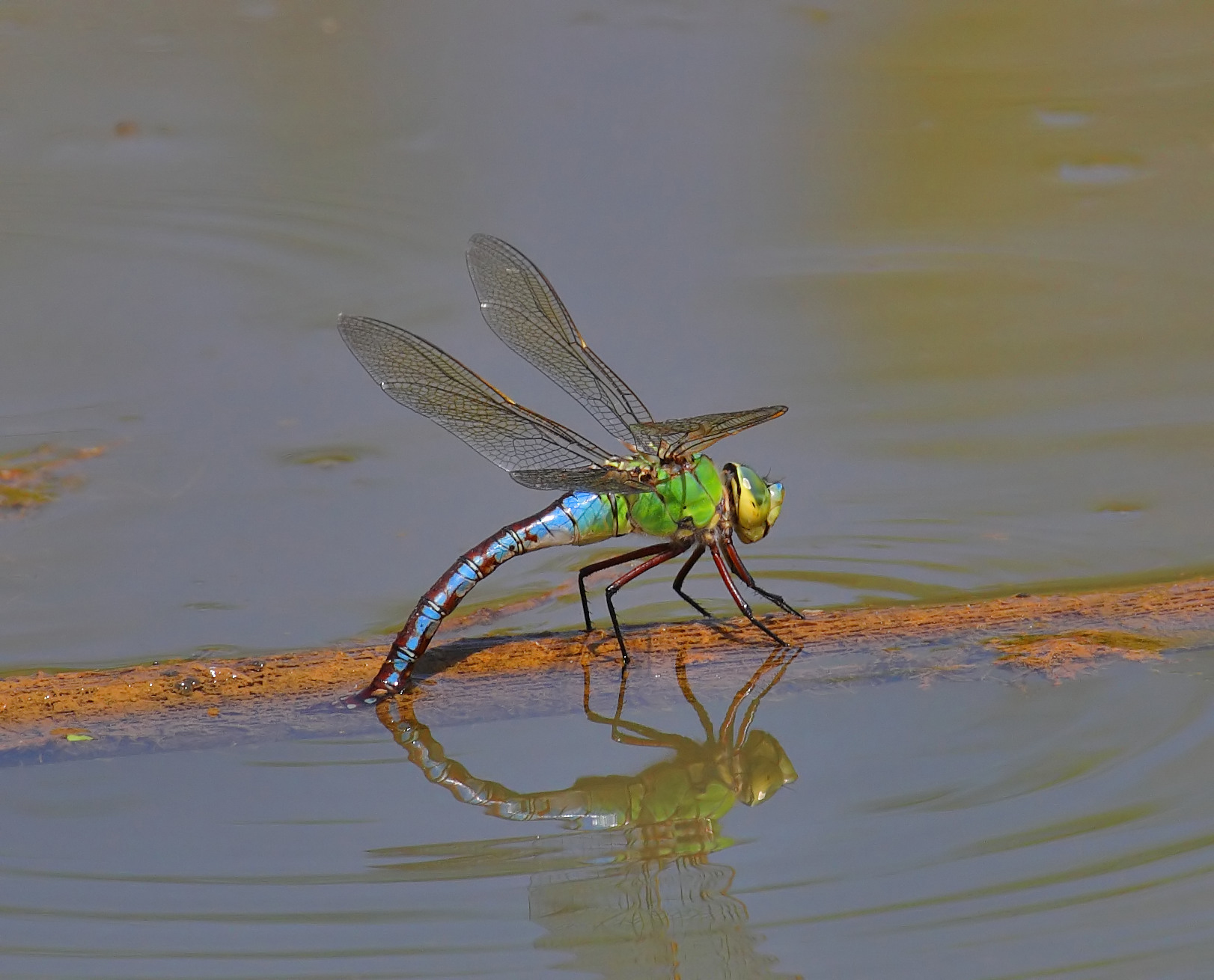
Weibchen bei der Eiablage

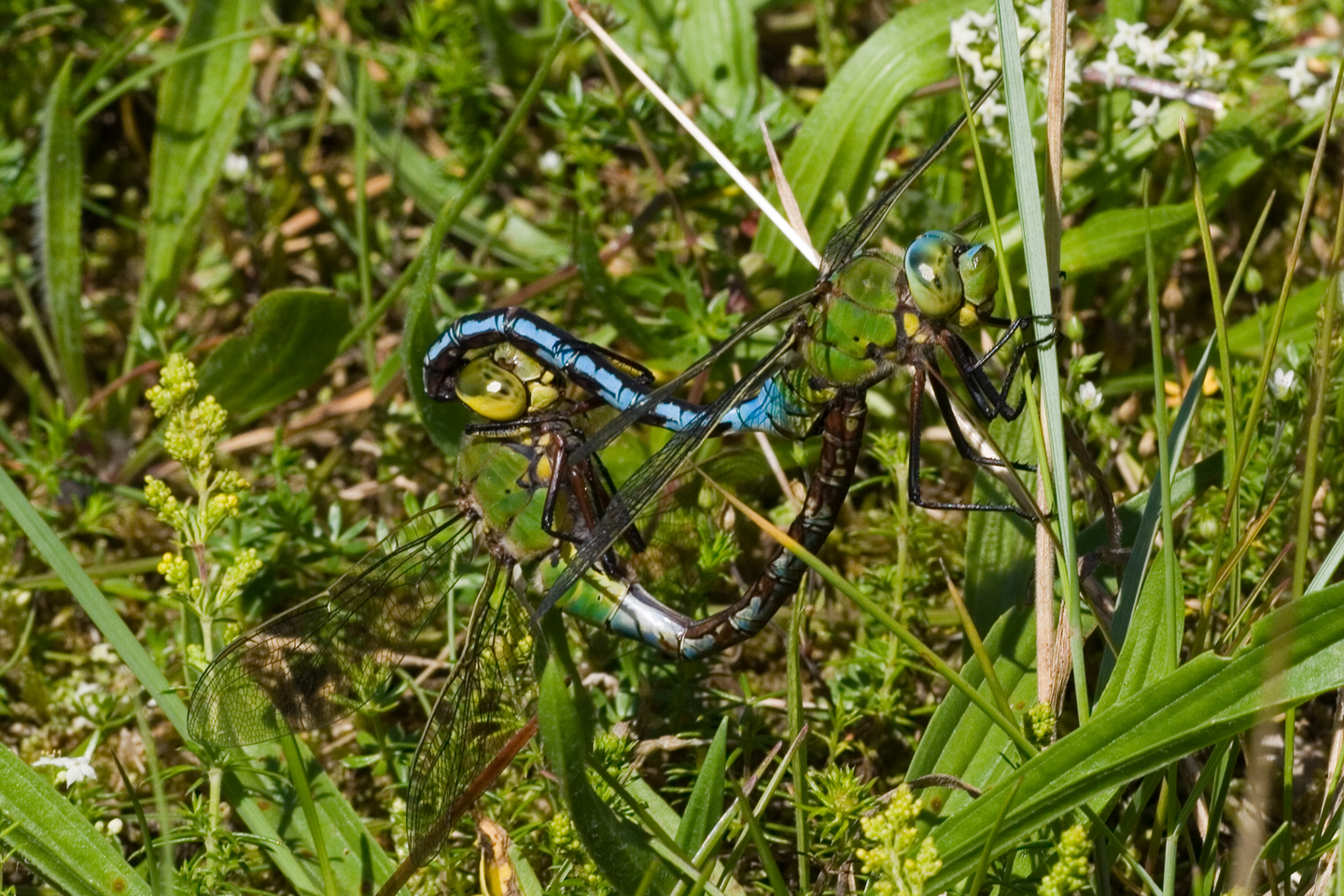
Paarungsrad

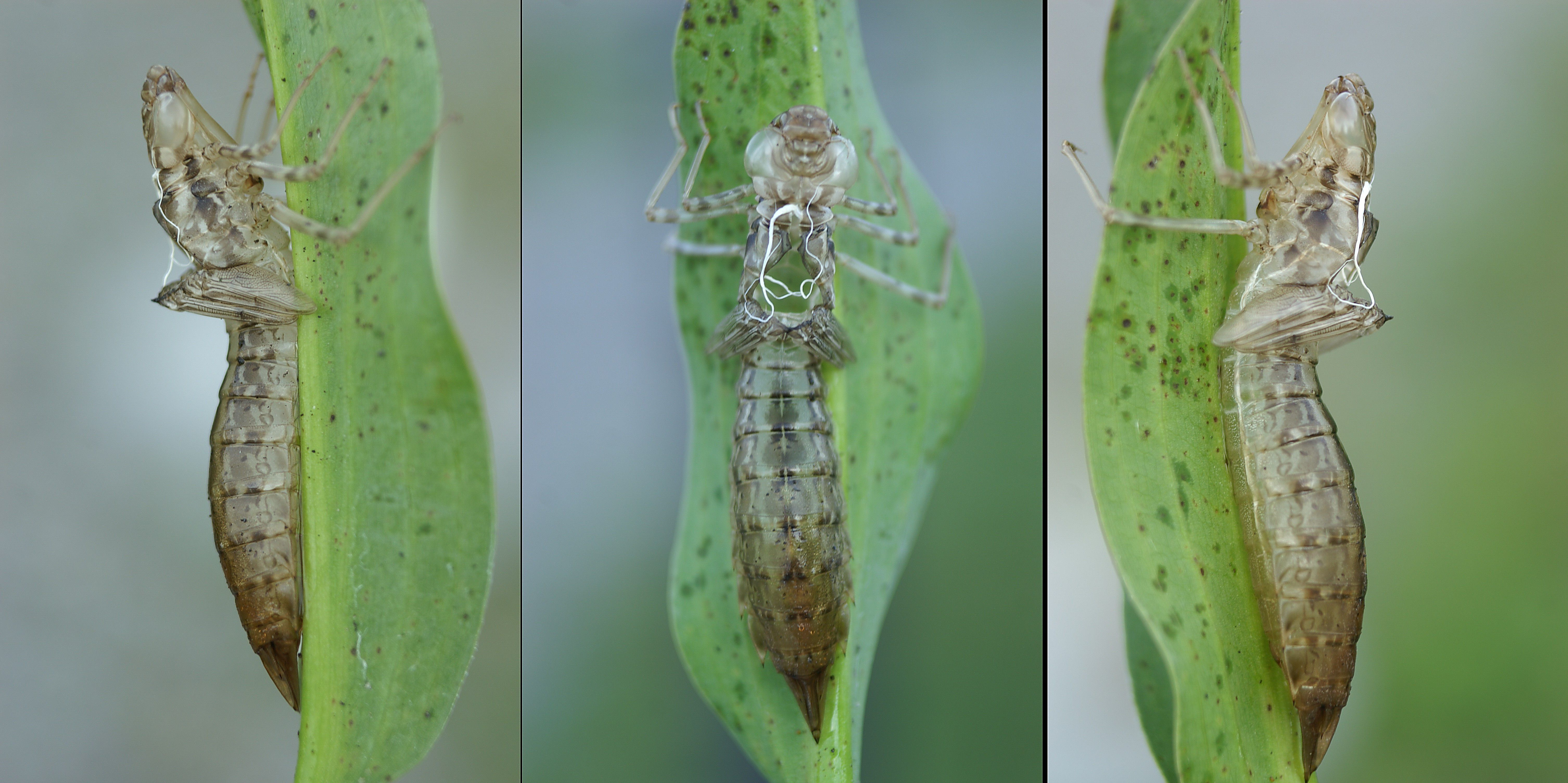
Leere Larvenhaut (Exuvie)

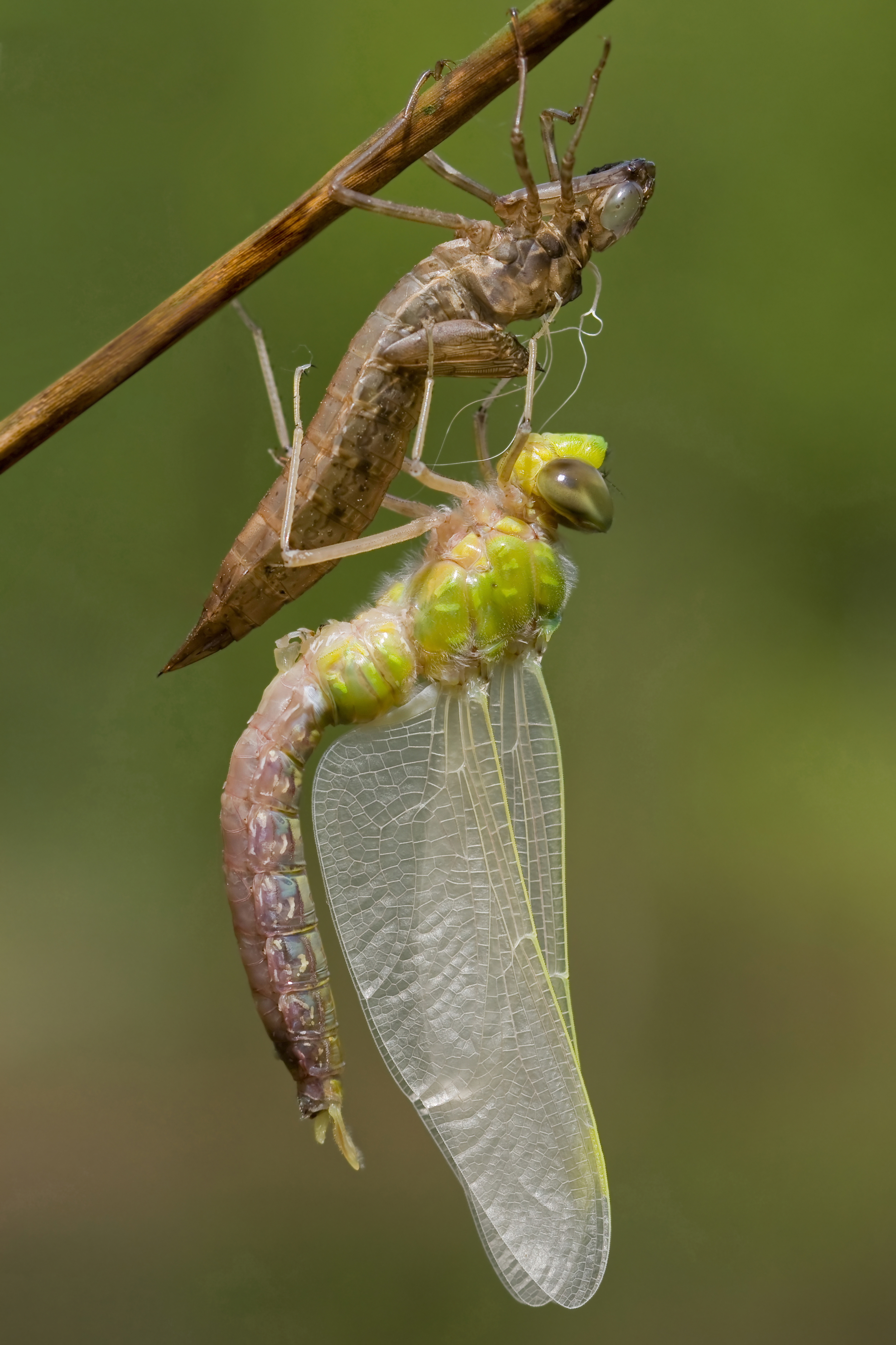
Frisch geschlüpfte Anax imperator an ihrer Exuvie

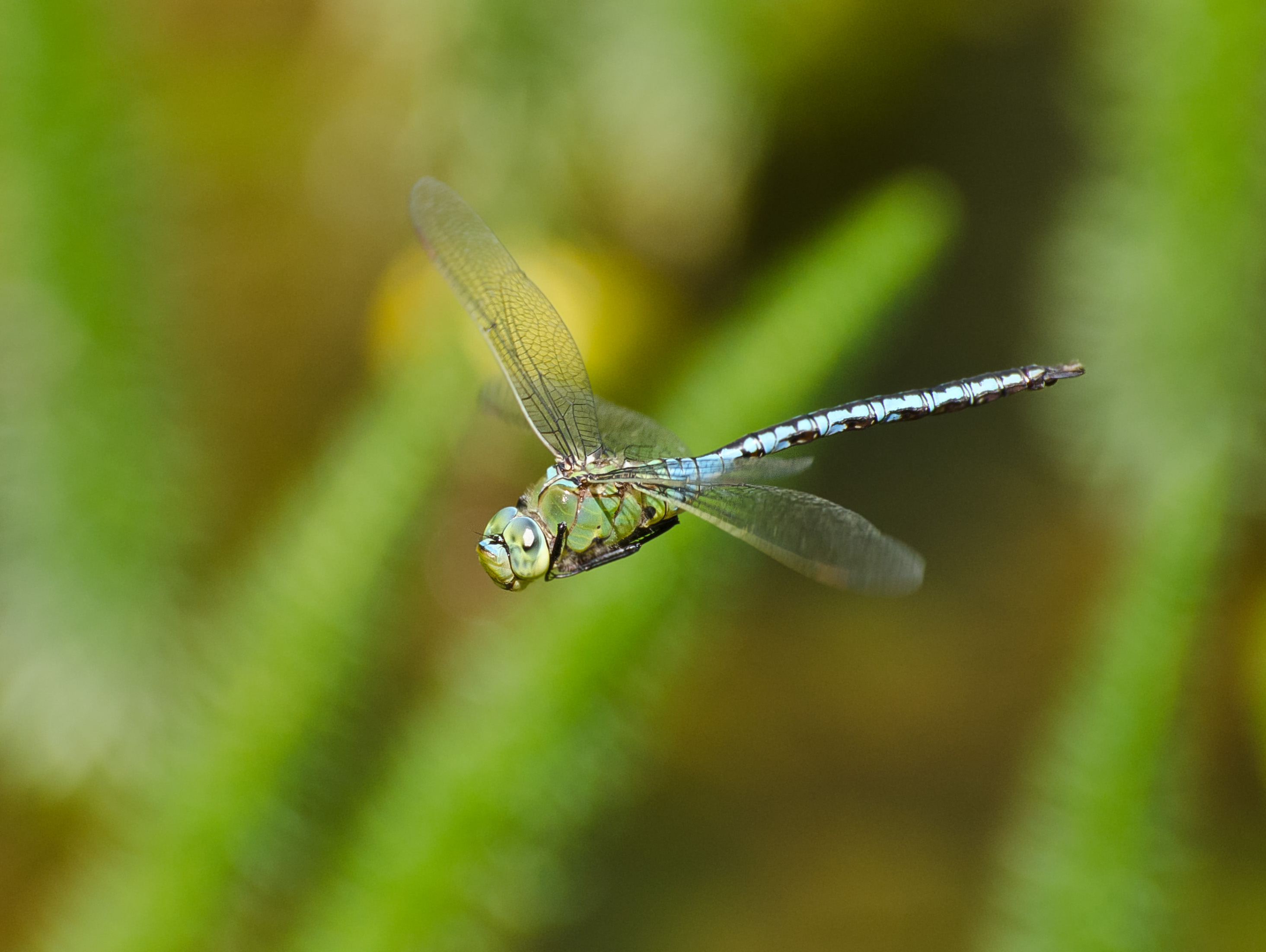
Im Flug

Die Große Königslibelle erreicht Flügelspannweiten von 9,5 bis 11 Zentimetern. Der Brustabschnitt (Thorax) der Tiere ist grün gefärbt, der Hinterleib (Abdomen) der Männchen ist hellblau mit einem durchgehenden schwarzen Längsband am Rücken, das an jedem Segment eine zahnartige Ausbuchtung besitzt. Der Hinterleib der Weibchen ist blaugrün, das Längsband am Rücken ist braun und breit. Im Gegensatz dazu hat die etwas kleinere Kleine Königslibelle (Anax parthenope) eine braune Brust und der Hinterleib ist nur im vorderen Bereich blau.

## Lebensweise
Die Große Königslibelle ist häufig anzutreffen, vor allem in der Nähe von stehenden Gewässern. Auf ihren Jagdflügen kann sie sich allerdings auch sehr weit vom Wasser entfernen. Die männlichen Tiere bilden Reviere und vertreiben auch Angehörige anderer Arten aus diesem Bereich. Sie fliegt in den Monaten Juni bis August. Zum Nahrungsspektrum der Imagines gehören überwiegend Fliegen und Mücken, darüber hinaus andere Libellen (auch relativ große Arten). Gelegentlich werden zudem weitere Insekten, beispielsweise auch Schmetterlinge, erbeutet.

## Fortpflanzung
Zur Fortpflanzung greift das Männchen ein vorbeifliegendes Weibchen im Flug und beginnt sofort mit der Paarung. Ist das Weibchen nicht paarungswillig, lässt dieses seinen Hinterleib hängen und täuscht so ein eierlegendes Weibchen vor. Beendet wird das Paarungsspiel meist allerdings im Sitzen in der Ufervegetation. Dabei kommt es mehrfach zur Kopulation. Nach etwa zehn Minuten trennen sich die Tiere wieder, die Eiablage vollzieht das Weibchen allein. Dabei sticht es die Eier an unter Wasser liegenden Stellen in Wasserpflanzen oder schwimmende Pflanzenteile ein. Den dazu nötigen Druck erzeugt es durch Flügelschlag. Bei diesem Prozess werden die Tiere häufig durch andere Libellen gestört.

## Larvenentwicklung
Die Larven sind sehr aktiv und schwimmen bei Störung mit den Beinen und durch Rückstoß davon. Die Kraft zum Rückstoß bekommen sie durch das Ausstoßen von Atemwasser aus den Rektalkiemen. Die Larven erreichen nach einem bis zwei Jahren Entwicklungszeit eine maximale Länge von 55 Millimetern. Dabei hängt die Dauer der Entwicklung vor allem vom Zeitpunkt der Eiablage und der Wassertemperatur ab. Königslibellenlarven ernähren sich von verfügbaren Kleintieren in ihrem Wasserlebensraum, etwa Insektenlarven, Wasserwanzen und Kaulquappen. Gelegentlich erbeuten sie auch Fischbrut und -laich.

## Verbreitung
Das Verbreitungsgebiet der Großen Königslibelle erstreckt sich über ganz Afrika und einen Großteil Europas, die Arabische Halbinsel, Südwest- und Zentralasien. In Indien tritt die Art in den Bundesstaaten Westbengalen, Uttarakhand, Maharashtra und Tamil Nadu auf. In Europa dehnt sie ihr Verbreitungsgebiet derzeit deutlich nach Norden aus. Auf den Britischen Inseln sind bereits Sichtungen aus Schottland bekannt, im Süden Schwedens bis etwa auf die geographische Breite von Uppsala.

## Gefährdungs- und Schutzsituation
Die Art Anax imperator wird in der Roten Liste der IUCN als nicht gefährdet (Least Concern) geführt; in Deutschland wird sie als Art der Ordnung der Libellen als besonders geschützt betrachtet, ist in ihrem Bestand aber nicht gefährdet. Auch in der Schweiz und Österreich wird sie als ungefährdet angesehen.